# Fodina maltzanae
Fodina maltzanae är en fjärilsart som beskrevs av Embrik Strand 1914. Fodina maltzanae ingår i släktet Fodina och familjen nattflyn. Inga underarter finns listade i Catalogue of Life.